# Barpeta Road
Barpeta Road è una suddivisione dell'India, classificata come municipal board, di 35.281 abitanti, situata nel distretto di Barpeta, nello stato federato dell'Assam. In base al numero di abitanti la città rientra nella classe III (da 20.000 a 49.999 persone).

## Società

### Evoluzione demografica
Al censimento del 2001 la popolazione di Barpeta Road assommava a 35.281 persone, delle quali 18.497 maschi e 16.784 femmine. I bambini di età inferiore o uguale ai sei anni assommavano a 3.886, dei quali 1.986 maschi e 1.900 femmine. Infine, coloro che erano in grado di saper almeno leggere e scrivere erano 25.991, dei quali 14.789 maschi e 11.202 femmine.